# Diplazium myriopterum
Diplazium myriopterum är en majbräkenväxtart som först beskrevs av Hermann Christ och som fick sitt nu gällande namn av David Bruce Lellinger.
Diplazium myriopterum ingår i släktet Diplazium och familjen Athyriaceae. Inga underarter finns listade i Catalogue of Life.